# Museu do Capitólio do Estado da Califórnia
O Museu do Capitólio do Estado da Califórnia consiste em um museu ao redor do Capitólio do Estado da Califórnia em Sacramento, Califórnia, Estados Unidos. O edifício tem sido a sede da poder legislativo do Estado da Califórnia desde 1869. O Museu do Capitólio do Estado é uma propriedade do sistema de Parques Estaduais da Califórnia desde 1982.

## Museu do Capitólio
Embora o edifício ser considerado um museu, o coração do Museu do Capitólio pode ser encontrado no porão e no primeiro andar da seção original do edifício. No porão fica o escritório de turismo (B-27), um pequeno teatro que exibe vários curtas-metragens sobre a história do Capitólio, a loja de presentes e o mural de Arthur Mathews, a "História da Califórnia". No primeiro andar, os visitantes podem encontrar os escritórios históricos restaurados do secretário do estado, tesoureiro de estado  e Governador da Califórnia, bem como duas salas de exposições rotativas. O museu está aberto todos os dias das 9:00 a.m. às 5:00 p.m.